# Medalha Interaliada 1914-1918
A Medalha Inter-Aliada, conhecida como Medalha da Vitória, é uma condecoração comemorativa da Primeira Guerra Mundial, criado pela lei de 20 de julho de 1922.

## Criação
Esta condecoração diz respeito a todos os militares que serviram três meses – consecutivos ou não – entre 2 de agosto de 1914 e 11 de novembro de 1918 na zona das forças armadas, enfermeiros civis e estrangeiros (civis ou militares) que serviram diretamente sob as ordens do comando francês, marechais e generais que tenham estado no comando durante pelo menos três meses, prisioneiros de guerra, bem como voluntários alsacianos-lorenos que tenham pertencido durante algum tempo a uma unidade de combate e aqueles que possam justificar ter desertado as fileiras alemãs. O artigo 10 da lei de 1920 especifica que:

O direito à medalha também é adquirido pelos militares que foram mortos pelo inimigo ou que morreram em consequência de ferimentos de guerra (…) e aos que morreram por doenças ou lesões contraídas em serviço.

## Uma medalha internacional
Esta condecoração se deve ao Marechal Foch, comandante-em-chefe das tropas Aliadas no final da guerra, que propôs a criação de uma medalha comemorativa comum a todas as Nações Aliadas beligerantes. Gravada livremente por cada nação, esta condecoração deve, no entanto, representar no anverso uma vitória alada e no reverso a inscrição traduzida na língua do país "A Grande Guerra pela Civilização" sobre módulo de bronze com diâmetro de 36mm. A fita, idêntica para todos os países, apresentava dois arco-íris justapostos pelo vermelho com uma rede branca em cada borda. O Japão e o Sião não usaram desta recomendação, pois uma vitória aliada não corresponde às suas referências culturais.
| País              | Escultor / gravador                   | Oficinas                                                                     | Número de medalhas         |
| África do Sul     | William McMillan (1887–1977)          | - Woolwich Arsenal                                                           | Cerca de 75.000            |
| Bélgica           | Paul Du Bois (1859-1938)              | - Jules Fonson                                                               | De 300.000 a 350.000       |
| Brasil            | Jorge Soubre (1890-1934)              | - Casa da Moeda do Rio                                                       | Cerca de 1.500             |
| Cuba              | Charles Charles                       | - Établissements Chobillon                                                   | De 4.000 a 5.000           |
| Estados Unidos    | James Earle Fraser (1876-1953)        | - Arts Metal Works Inc. - S.G.Adams Stamp & Stationary Co. - Jos. Mayer Inc. | Cerca de 4.000.000         |
| França            | Pierre-Alexandre Morlon (1878 - 1951) | - Monnaie de Paris                                                           | Cerca de 6.170.000         |
| França            | C.Charles                             | - Établissements Chobillon                                                   | -----                      |
| França            | - M. Pautot - Louis Octave Mattei     | - Monnaie de Paris - Etablissement "Delande"                                 | Cerca de 2.000.000         |
| Reino Unido       | William McMillan (1887–1977)          | - Woolwich Arsenal - Wright & Son                                            | 5.750.000                  |
| Grécia            | Henry-Eugène Nocq (1868-1944)         | - V. Canale                                                                  | Cerca de 300.000           |
| Italie            | Gaetano Orsolini (1884-1954)          | - Sacchini-Milano - S.Johnson-Milano - F.M.Lorioli & Castelli-Milano         | Cerca de 2.000.000         |
| Japão             | Shoukichi Hata                        | - Osaka Mint                                                                 | Cerca de 200.000 a 350.000 |
| Portugal          | João da Silva (1880-1960)             | - Da Costa                                                                   | Cerca de 100.000           |
| Roménia           | Constantin Kristesko                  | - La Maison Arthus-Bertrand, Paris                                           | Cerca de 300.000           |
| Siam ( Tailândia) | Itthithepsan Kritakara (1890-1935)    | - Possibilité Monnaie de Paris                                               | Cerca de 1.500             |
| Tchecoslováquia   | Otakar Španiel (1881-1955)            | - Mincovňa Kremnica - Etablissement "Delande"                                | De 70.000 a 90.000         |

## Os modelos
| País                                  | Anverso | Reverso |
| ------------------------------------- | ------- | ------- |
| França                                |         |         |
| Reino Unido da Grã-Bretanha e Irlanda |         |         |
| África do Sul                         |         |         |
| Bélgica                               |         |         |
| Brasil                                |         |         |
| Estados Unidos                        |         |         |
| Reino da Grécia                       |         |         |
| Reino de Itália (1861–1946)           |         |         |
| Cuba                                  |         |         |
| Primeira República Portuguesa         |         |         |
| Reino da Romênia                      |         |         |
| Tailândia                             |         |         |
| Tchecoslováquia                       |         |         |
| Japão                                 |         |         |

## Certificado em papel

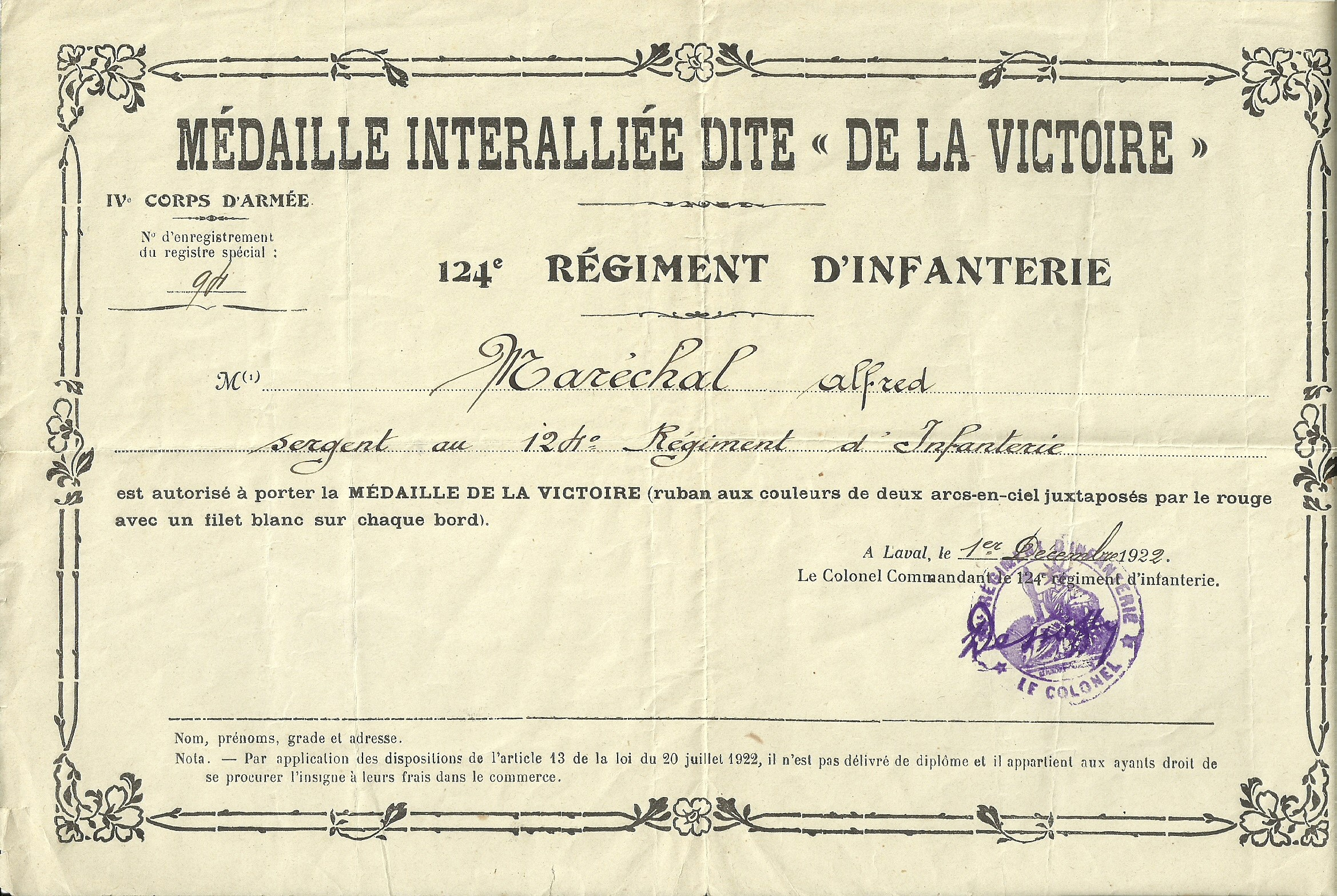
Certificado datado de 1º de dezembro de 1922.

Cada agraciado desta medalha recebeu um certificado autorizando o uso da condecoração e atestando que esta realmente lhe pertencia.